# Berettyóújfalu
Berettyóújfalu (rumänska: Itfalău eller Uifalău) är en stad och kommun i distriktet Berettyóújfalu i provinsen Hajdú-Bihar i östra Ungern. Kommunen har 13 999 invånare (2024), på en yta av 171,01 km². Berettyóújfalu har namngivits efter floden Berettyó.